# Bijvoetbladluis
De bijvoetbladluis (Cryptosiphum artemisiae) is een bladluis behorend tot het geslacht Cryptosiphum. Hij veroorzaakt bolvormige rode of geelachtige bladgallen op verschillende alsemsoorten ( Artemisia).

## Kenmerken
Ongevleugelde volwassen exemplaren bereiken een lichaamslengte van 1,1 tot 1,9 mm. Ze zijn zijn donkerrood of bruin tot bijna zwart met poederachtige was. De bladluizen zijn breed ovale met korte poten en antennen.

## Verspreiding
Het is een Europese soort.

## Levenswijze
De bijvoetbladluis overwintert als ei.